# Crazy Ex-Girlfriend/Episodenliste
Diese Episodenliste enthält alle Episoden der US-amerikanischen Dramedy Crazy Ex-Girlfriend, sortiert nach der US-amerikanischen Erstausstrahlung. Die Fernsehserie umfasst derzeit vier Staffeln mit 62 Episoden. Die Serie endete am 5. April 2019.

## Übersicht
| Staffel | Episodenanzahl | Erstausstrahlung USA | Erstausstrahlung USA | Deutschsprachige Erstausstrahlung | Deutschsprachige Erstausstrahlung |
| Staffel | Episodenanzahl | Staffelpremiere      | Staffelfinale        | Staffelpremiere                   | Staffelfinale                     |
| ------- | -------------- | -------------------- | -------------------- | --------------------------------- | --------------------------------- |
| 1       | 18             | 12. Oktober 2015     | 18. April 2016       | 1. Oktober 2016                   | 26. November 2016                 |
| 2       | 13             | 21. Oktober 2016     | 3. Februar 2017      | 18. März 2017                     | 29. April 2017                    |
| 3       | 13             | 13. Oktober 2017     | 16. Februar 2018     | 18. August 2018                   | 27. Oktober 2018                  |
| 4       | 18             | 12. Oktober 2018     | 5. April 2019        | 8. Juni 2019                      | 12. Oktober 2019                  |

## Staffel 1
Die Erstausstrahlung der ersten Staffel war vom 12. Oktober 2015 bis zum 18. April 2016 auf dem US-amerikanischen Fernsehsender The CW zu sehen. Die deutschsprachige Erstausstrahlung sendete der Pay-TV-Sender ProSieben Fun vom 1. Oktober bis zum 26. November 2016.
| Nr. (ges.) | Nr. (St.) | Deutscher Titel                     | Originaltitel                                     | Erstausstrahlung USA | Deutschsprachige Erstausstrahlung (D) | Regie                    | Drehbuch                           | Zuschauer (USA) |
| ---------- | --------- | ----------------------------------- | ------------------------------------------------- | -------------------- | ------------------------------------- | ------------------------ | ---------------------------------- | --------------- |
| 1          | 1         | Josh, die Liebe meines Lebens       | Josh Just Happens to Live Here!                   | 12. Okt. 2015        | 1. Okt. 2016                          | Marc Webb                | Rachel Bloom & Aline Brosh McKenna | 0,899 Mio.      |
| 2          | 2         | Joshs coole Freundin                | Josh’s Girlfriend Is Really Cool!                 | 19. Okt. 2015        | 1. Okt. 2016                          | Don Scardino             | Rachel Bloom & Aline Brosh McKenna | 0,791 Mio.      |
| 3          | 3         | Die Einweihungsparty                | I Hope Josh Comes to My Party!                    | 26. Okt. 2015        | 8. Okt. 2016                          | Tamra Davis              | Rachel Bloom & Aline Brosh McKenna | 0,666 Mio.      |
| 4          | 4         | Gesunde Entscheidungen              | I’m Going on a Date with Josh’s Friend!           | 2. Nov. 2015         | 8. Okt. 2016                          | Stuart McDonald          | Erin Ehrlich                       | 0,945 Mio.      |
| 5          | 5         | Ich bin ein guter Mensch            | Josh and I Are Good People!                       | 9. Nov. 2015         | 15. Okt. 2016                         | Alex Hardcastle          | Michael Hitchcock                  | 0,948 Mio.      |
| 6          | 6         | Thanksgiving mit Josh               | My First Thanksgiving with Josh!                  | 16. Nov. 2015        | 15. Okt. 2016                         | Joanna Kerns             | Rene Gube                          | 0,889 Mio.      |
| 7          | 7         | Hauptsache Josh ist glücklich       | I’m So Happy that Josh Is So Happy!               | 23. Nov. 2015        | 22. Okt. 2016                         | Lawrence Trilling        | Sono Patel                         | 0,882 Mio.      |
| 8          | 8         | Endlich erwachsen                   | My Mom, Greg’s Mom and Josh’s Sweet Dance Moves!  | 30. Nov. 2015        | 22. Okt. 2016                         | Steven Tsuchida          | Rachel Specter & Audrey Wauchope   | 1,002 Mio.      |
| 9          | 9         | Ein Buss voller Narren              | I’m Going to the Beach with Josh and His Friends! | 25. Jan. 2016        | 29. Okt. 2016                         | Kenny Ortega             | Dan Gregor & Doug Mand             | 0,884 Mio.      |
| 10         | 10        | Zurück im Camp mit Josh             | I’m Back at Camp with Josh!                       | 1. Feb. 2016         | 29. Okt. 2016                         | Michael Schultz          | Jack Dolgen                        | 0,972 Mio.      |
| 11         | 11        | Falsche SMS an Josh                 | That Text Was Not Meant for Josh!                 | 8. Feb. 2016         | 5. Nov. 2016                          | Daisy von Scherler Mayer | Elisabeth Kiernan Averick          | 1,015 Mio.      |
| 12         | 12        | Rechtsfall mit Josh                 | Josh and I Work on a Case!                        | 22. Feb. 2016        | 5. Nov. 2016                          | Steven Tsuchida          | Rachel Bloom & Aline Brosh McKenna | 0,924 Mio.      |
| 13         | 13        | Josh und ich gehen nach Los Angeles | Josh and I Go to Los Angeles!                     | 29. Feb. 2016        | 12. Nov. 2016                         | Michael Patrick Jann     | Aline Brosh McKenna                | 0,863 Mio.      |
| 14         | 14        | Josh will nach Hawaii               | Josh Is Going to Hawaii!                          | 7. März 2016         | 12. Nov. 2016                         | Erin Ehrlich             | Sono Patel                         | 0,813 Mio.      |
| 15         | 15        | Josh hat keine Ahnung wo ich bin    | Josh Has No Idea Where I Am!                      | 21. März 2016        | 19. Nov. 2016                         | Steven Tsuchida          | Rachel Bloom & Aline Brosh McKenna | 0,706 Mio.      |
| 16         | 16        | Josh’s Schwester heiratet           | Josh’s Sister Is Getting Married!                 | 28. März 2016        | 19. Nov. 2016                         | Alex Hardcastle          | Rachel Specter & Audrey Wauchope   | 0,860 Mio.      |
| 17         | 17        | Warum hat Josh so schlechte Laune?  | Why Is Josh in a Bad Mood?                        | 11. Apr. 2016        | 26. Nov. 2016                         | Joanna Kerns             | Jack Dolgen                        | 0,774 Mio.      |
| 18         | 18        | Paula muss über Josh hinwegkommen   | Paula Needs to Get Over Josh!                     | 18. Apr. 2016        | 26. Nov. 2016                         | Aline Brosh McKenna      | Rene Gube                          | 0,818 Mio.      |

## Staffel 2
Die Erstausstrahlung der zweiten Staffel war vom 21. Oktober 2016 bis zum 3. Februar 2017 auf dem US-amerikanischen Fernsehsender The CW zu sehen. Die deutschsprachige Erstausstrahlung sendete der Pay-TV-Sender ProSieben Fun vom 18. März bis zum 29. April 2017.
| Nr. (ges.) | Nr. (St.) | Deutscher Titel                                   | Originaltitel                                     | Erstausstrahlung USA | Deutschsprachige Erstausstrahlung (D) | Regie                | Drehbuch                                      | Zuschauer (USA) |
| ---------- | --------- | ------------------------------------------------- | ------------------------------------------------- | -------------------- | ------------------------------------- | -------------------- | --------------------------------------------- | --------------- |
| 19         | 1         | Wo ist Joshs Freund?                              | Where Is Josh’s Friend?                           | 21. Okt. 2016        | 18. März 2017                         | Marc Webb            | Rachel Bloom, Aline Brosh McKenna & Marc Webb | 0,526 Mio.      |
| 20         | 2         | Wann merkt Josh, wie cool ich bin?                | When Will Josh See How Cool I Am?                 | 28. Okt. 2016        | 18. März 2017                         | Jay Chandrasekhar    | Rene Gube                                     | 0,453 Mio.      |
| 21         | 3         | Weisen die Zeichen auf Josh … oder seinen Freund? | All Signs Point to Josh … Or Is It Josh’s Friend? | 4. Nov. 2016         | 25. März 2017                         | Stuart McDonald      | Rachel Specter & Audrey Wauchope              | 0,539 Mio.      |
| 22         | 4         | Wann verschwinden Josh und sein Freund endlich?   | When Will Josh and His Friend Leave Me Alone?     | 11. Nov. 2016        | 25. März 2017                         | Paul Briganti        | Erin Ehrlich                                  | 0,533 Mio.      |
| 23         | 5         | Wieso isst Joshs Ex Zucker?                       | Why is Josh’s Ex-Girlfriend Eating Carbs?         | 18. Nov. 2016        | 1. Apr. 2017                          | Erin Ehrlich         | Sono Patel                                    | 0,498 Mio.      |
| 24         | 6         | Wer braucht Josh? Ich hab meine Girls             | Who Needs Josh When You Have a Girl Group?        | 2. Dez. 2016         | 1. Apr. 2017                          | Stuart McDonald      | Jack Dolgen                                   | 0,602 Mio.      |
| 25         | 7         | Wer ist Joshs coole neue Freundin?                | Who’s the Cool Girl Josh Is Dating?               | 9. Dez. 2016         | 8. Apr. 2017                          | Jude Weng            | Michael Hitchcock                             | 0,543 Mio.      |
| 26         | 8         | Wer ist Joshs Suppenfee?                          | Who Is Josh’s Soup Fairy?                         | 6. Jan. 2017         | 8. Apr. 2017                          | Linda Mendoza        | Rachel Specter & Audrey Wauchope              | 0,660 Mio.      |
| 27         | 9         | Wann kann ich Zeit mit Josh verbringen?           | When Do I Get to Spend Time with Josh?            | 6. Jan. 2017         | 15. Apr. 2017                         | Kabir Akhtar         | Rachel Bloom & Aline Brosh McKenna            | 0,585 Mio.      |
| 28         | 10        | Was wird Scarsdale von Josh halten?               | Will Scarsdale Like Josh’s Shayna Punim?          | 13. Jan. 2017        | 15. Apr. 2017                         | Alex Hardcastle      | Dan Gregor & Doug Mand                        | 0,553 Mio.      |
| 29         | 11        | Josh ist der Mann meiner Träume, oder?            | Josh Is the Man of My Dreams, Right?              | 20. Jan. 2017        | 22. Apr. 2017                         | Michael Patrick Jann | Elisabeth Kiernan Averick                     | 0,570 Mio.      |
| 30         | 12        | Hat Josh in zwei Wochen Zeit?                     | Is Josh Free in Two Weeks?                        | 27. Jan. 2017        | 22. Apr. 2017                         | Alex Hardcastle      | Katie Schwartz                                | 0,590 Mio.      |
| 31         | 13        | Hat Josh Vertrauen?                               | Can Josh Take a Leap of Faith?                    | 3. Feb. 2017         | 29. Apr. 2017                         | Aline Brosh McKenna  | Aline Brosh McKenna                           | 0,582 Mio.      |

## Staffel 3
Die Erstausstrahlung der dritten Staffel war vom 13. Oktober 2017  bis zum 16. Februar 2018 auf dem US-amerikanischen Fernsehsender The CW zu sehen. In Deutschland folgte die Staffel vom 18. August bis zum 27. Oktober 2018 auf ProSieben Fun.
| Nr. (ges.) | Nr. (St.) | Deutscher Titel                    | Originaltitel                      | Erstausstrahlung USA | Deutschsprachige Erstausstrahlung (D) | Regie               | Drehbuch                                       | Zuschauer (USA) |
| ---------- | --------- | ---------------------------------- | ---------------------------------- | -------------------- | ------------------------------------- | ------------------- | ---------------------------------------------- | --------------- |
| 32         | 1         | Joshs Ex-Freundin will Rache       | Josh’s Ex-Girlfriend Wants Revenge | 13. Okt. 2017        | 18. Aug. 2018                         | Erin Ehrlich        | Rachel Bloom & Aline Brosh McKenna             | 0,624 Mio.      |
| 33         | 2         | An Josh, in Liebe                  | To Josh, with Love                 | 20. Okt. 2017        | 18. Aug. 2018                         | Kabir Akhtar        | Rachel Specter & Audrey Wauchope               | 0,597 Mio.      |
| 34         | 3         | Josh ist ein Lügner                | Josh Is a Liar                     | 27. Okt. 2017        | 25. Aug. 2018                         | Stuart McDonald     | Michael Hitchcock                              | 0,560 Mio.      |
| 35         | 4         | Joshs Ex ist verrückt              | Josh’s Ex-Girlfriend Is Crazy      | 3. Nov. 2017         | 25. Aug. 2018                         | Joseph Kahn         | Rachel Bloom & Aline Brosh McKenna             | 0,654 Mio.      |
| 36         | 5         | Ich will Josh nie wieder sehen     | I Never Want to See Josh Again     | 10. Nov. 2017        | 1. Sep. 2018                          | Stuart McDonald     | Jack Dolgen                                    | 0,661 Mio.      |
| 37         | 6         | Josh ist nicht wichtig             | Josh Is Irrelevant                 | 17. Nov. 2017        | 8. Sep. 2018                          | Max Winkler         | Rachel Bloom, Aline Brosh McKenna & Ilana Peña | 0,66 Mio.       |
| 38         | 7         | Jeff überwinden                    | Getting Off Jeff                   | 8. Dez. 2017         | 15. Sep. 2018                         | Stuart McDonald     | Erin Ehrlich                                   | 0,63 Mio.       |
| 39         | 8         | Nathaniel braucht meine Hilfe      | Nathaniel Needs My Help!           | 5. Jan. 2018         | 22. Sep. 2018                         | Jude Weng           | Rachel Specter & Audrey Wauchope               | 0,69 Mio.       |
| 40         | 9         | Nathaniel wird abserviert          | Nathaniel Gets the Message!        | 12. Jan. 2018        | 29. Sep. 2018                         | Kabir Akhtar        | Elisabeth Kiernan Averick                      | 0,66 Mio.       |
| 41         | 10        | Oh, Nathaniel, sieh dich vor!      | Oh, Nathaniel, It’s On!            | 26. Jan. 2018        | 6. Okt. 2018                          | Jude Weng           | Sono Patel                                     | 0,65 Mio.       |
| 42         | 11        | Nathaniel und ich sind nur Freunde | Nathaniel and I Are Just Friends!  | 2. Feb. 2018         | 13. Okt. 2018                         | Erin Ehrlich        | Rene Gube                                      | 0,62 Mio.       |
| 43         | 12        | Trent?!                            | Trent?!                            | 9. Feb. 2018         | 20. Okt. 2018                         | Stuart McDonald     | Dan Gregor & Doug Mand                         | 0,60 Mio.       |
| 44         | 13        | Nathaniel ist nicht wichtig        | Nathaniel Is Irrelevant            | 16. Feb. 2018        | 27. Okt. 2018                         | Aline Brosh McKenna | Aline Brosh McKenna & Michael Hitchcock        | 0,60 Mio.       |

## Staffel 4
Die erste Sendung der vierten Staffel war vom 12. Oktober 2018 bis zum 5. April 2019 im US-Fernsehsender The CW zu sehen. In Deutschland wurde die Staffel erstmals vom 8. Juni bis zum 12. Oktober 2019 auf ProSieben Fun gezeigt.
| Nr. (ges.) | Nr. (St.) | Deutscher Titel                                                         | Originaltitel                                                         | Erstausstrahlung USA | Deutschsprachige Erstausstrahlung (D) | Regie                            | Drehbuch                                      | Zuschauer (USA) |
| ---------- | --------- | ----------------------------------------------------------------------- | --------------------------------------------------------------------- | -------------------- | ------------------------------------- | -------------------------------- | --------------------------------------------- | --------------- |
| 45         | 1         | Ich will hier sein                                                      | I Want to Be Here                                                     | 12. Okt. 2018        | 8. Juni 2019                          | Stuart McDonald                  | Rachel Bloom                                  | 0,40 Mio.       |
| 46         | 2         | Ich schäme mich                                                         | I Am Ashamed                                                          | 19. Okt. 2018        | 15. Juni 2019                         | Rachel Specter & Audrey Wauchope | Erin Ehrlich                                  | 0,38 Mio.       |
| 47         | 3         | Ich gehe meinen eigenen Weg                                             | I’m On My Own Path                                                    | 26. Okt. 2018        | 22. Juni 2019                         | Jude Weng                        | Alden Derck                                   | 0,41 Mio.       |
| 48         | 4         | Ich hole verlorene Zeit auf                                             | I’m Making Up for Lost Time                                           | 2. Nov. 2018         | 6. Juli 2019                          | Stuart McDonald                  | Elisabeth Kiernan Averick                     | 0,46 Mio.       |
| 49         | 5         | Mir geht’s gut                                                          | I’m So Happy for You                                                  | 9. Nov. 2018         | 13. Juli 2019                         | Erin Ehrlich                     | Ilana Peña                                    | 0,42 Mio.       |
| 50         | 6         | Ich sehe dich                                                           | I See You                                                             | 16. Nov. 2018        | 20. Juli 2019                         | Dan Gregor                       | Jack Dolgen                                   | 0,40 Mio.       |
| 51         | 7         | Ich helfe dir                                                           | I Will Help You                                                       | 30. Nov. 2018        | 27. Juli 2019                         | Kabir Akhtar                     | Aline Brosh McKenna                           | 0,50 Mio.       |
| 52         | 8         | Ich bin nicht mehr die Person, die ich mal war                          | I’m Not the Person I Used to Be                                       | 7. Dez. 2018         | 3. Aug. 2019                          | Stuart McDonald                  | Rene Gube                                     | 0,39 Mio.       |
| 53         | 9         | Ich brauche Ausgleich                                                   | I Need Some Balance                                                   | 11. Jan. 2019        | 10. Aug. 2019                         | Kimmy Gatewood                   | Elisabeth Kiernan Averick                     | 0,45 Mio.       |
| 54         | 10        | Mit dir kann ich arbeiten                                               | I Can Work With You                                                   | 18. Jan. 2019        | 17. Aug. 2019                         | Kabir Akhtar                     | Rachel Specter & Audrey Wauchope              | 0,41 Mio.       |
| 55         | 11        | Ich bin fast über dich hinweg                                           | I’m Almost Over You                                                   | 25. Jan. 2019        | 24. Aug. 2019                         | Erin Ehrlich                     | Michael Hitchcock                             | 0,37 Mio.       |
| 56         | 12        | Ich brauch ’ne Pause                                                    | I Need a Break                                                        | 1. Feb. 2019         | 7. Sep. 2019                          | Jack Dolgen                      | Ilana Peña                                    | 0,40 Mio.       |
| 57         | 13        | Ich muss hier raus                                                      | I Have to Get Out                                                     | 8. Feb. 2019         | 14. Sep. 2019                         | Stuart McDonald                  | Rene Gube                                     | 0,41 Mio.       |
| 58         | 14        | Ich finde mein Glück                                                    | I’m Finding My Bliss                                                  | 15. März 2019        | 21. Sep. 2019                         | Kabir Akhtar                     | Elisabeth Kiernan Averick & Michael Hitchcock | 0,31 Mio.       |
| 59         | 15        | Ich suche meine Lieblingsfeindin                                        | I Need to Find My Frenemy                                             | 22. März 2019        | 28. Sep. 2019                         | Stuart McDonald                  | Alden Derck & Aline Brosh McKenna             | 0,40 Mio.       |
| 60         | 16        | Ich habe heute ein Date                                                 | I Have a Date Tonight                                                 | 29. März 2019        | 5. Okt. 2019                          | Dan Gregor                       | Erin Ehrlich                                  | 0,38 Mio.       |
| 61         | 17        | Ich bin verliebt                                                        | I’m in Love                                                           | 5. Apr. 2019         | 12. Okt. 2019                         | Aline Brosh McKenna              | Aline Brosh McKenna & Rachel Bloom            | 0,50 Mio.       |
| 62         | 18        | Ja, wir singen wirklich selbst: Das Crazy Ex-Girlfriend Konzert Special | Yes, It’s Really Us Singing: The Crazy Ex-Girlfriend Concert Special! | 5. Apr. 2019         | 12. Okt. 2019                         | Marty Pasetta, Jr.               | Rachel Bloom & Adam Schlesinger & Jack Dolgen | 0,38 Mio.       |